# Try
Try je singl Nelly Furtado z jejího druhého studiového alba nazvaného Folklore. Píseň produkoval Brian West a vyšla jako druhý singl z alba v první čtvrtině roku 2004. Píseň zazněla i ve dvou seriálech Smallville a Joan of Arcadia.

## Nelly o písni
Furtado k písni řekla: „Je o realitě lásky. Moje energie si už zvykla na všechno, ale teď jsem spíše u zemi, protože jsem našla opravdovou lásku. Idea písně je to, že si život musíme užívat. A může být delší pokud vedle vás kráčí někdo, kdo z vás dělá lepšího člověka. Try není jen tak bezstarostná píseň, má nezvykle uspořádané refrény a konce písně je hodně improvizační. Je to jedna z těch epických silných balad. “
Deník The Los Angeles Times prohlásil o písni Try: Její nespoutané nadšení vítězí, když začne zpívat o vášni pro život.

## Úspěchy
Ačkoli píseň zaznamenávala po světě obrovské úspěchy, v USA se opět neprobojoval mezi nejlepší stovku a tak se Try stala poslední písní vydanou z alba Folklore na území Spojených států.

## Umístění ve světě
| Hitparáda (2004)      | Umístění |
| --------------------- | -------- |
| Argentina             | 1        |
| Mexiko                | 1        |
| Portugalsko           | 1        |
| Jihoafrická republika | 1        |
| Lotyšsko              | 6        |
| Kanada                | 9        |
| Nizozemsko            | 10       |
| Velká Británie        | 15       |
| Latinská Amerika      | 17       |
| Chile                 | 18       |
| Itálie                | 19       |
| Filipíny              | 20       |
| Švýcarsko             | 22       |
| Rakousko              | 27       |
| Světová               | 28       |
| Německo               | 31       |
| Austrálie             | 61       |

## Úryvek textu
Then I see you standing there
Wanting more from me
And all I can do is try
Then I see you standing there
Wanting more from me
And all I can do is try